# Хаджи Многа
Хаджи Многа (англ. Haji Mnoga, нар. 16 квітня 2002, Портсмут) — танзанійський футболіст, захисник клубу «Олдершот Таун».
Виступав, зокрема, за клуб «Портсмут», а також національну збірну Танзанії.

## Клубна кар'єра
Народився 16 квітня 2002 року в місті Портсмут. Вихованець футбольної школи клубу «Портсмут». Дорослу футбольну кар'єру розпочав 2018 року. 
Протягом 2019 року захищав кольори клубу «Богнор Регіс Таун».
Своєю грою за останню команду знову привернув увагу представників тренерського штабу клубу «Портсмут», до складу якого повернувся 2019 року. Цього разу відіграв за клуб з Портсмута наступні два сезони своєї ігрової кар'єри.
Згодом з 2021 по 2023 рік грав у складі команд «Бромлі», «Портсмут», «Веймут», «Джиллінгем» та «Портсмут».
До складу клубу «Олдершот Таун» приєднався 2023 року. 

## Виступи за збірні
У 2019 році дебютував у складі юнацької збірної Англії (U-17), загалом на юнацькому рівні взяв участь у 1 іграх.
У 2022 році дебютував в офіційних матчах у складі національної збірної Танзанії.